# 業務車2号
業務車2号（ぎょうむしゃにごう）は、主に陸上自衛隊に装備されている車両の名称。地方協力本部において募集・広報活動で使われる。海上自衛隊、航空自衛隊でも使用されている。

## 概要

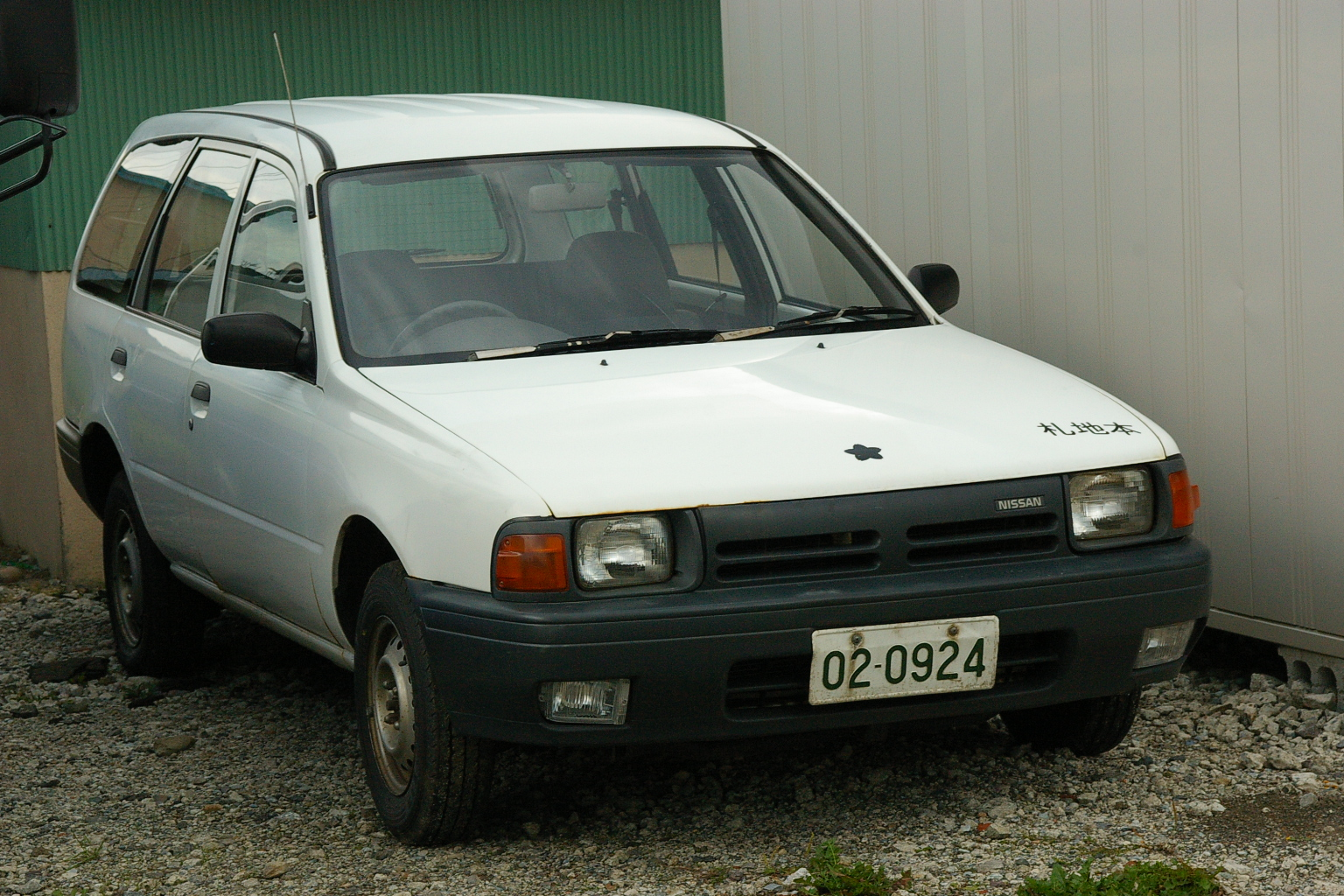
地本で使用される業務車2号（日産・AD Y10系）

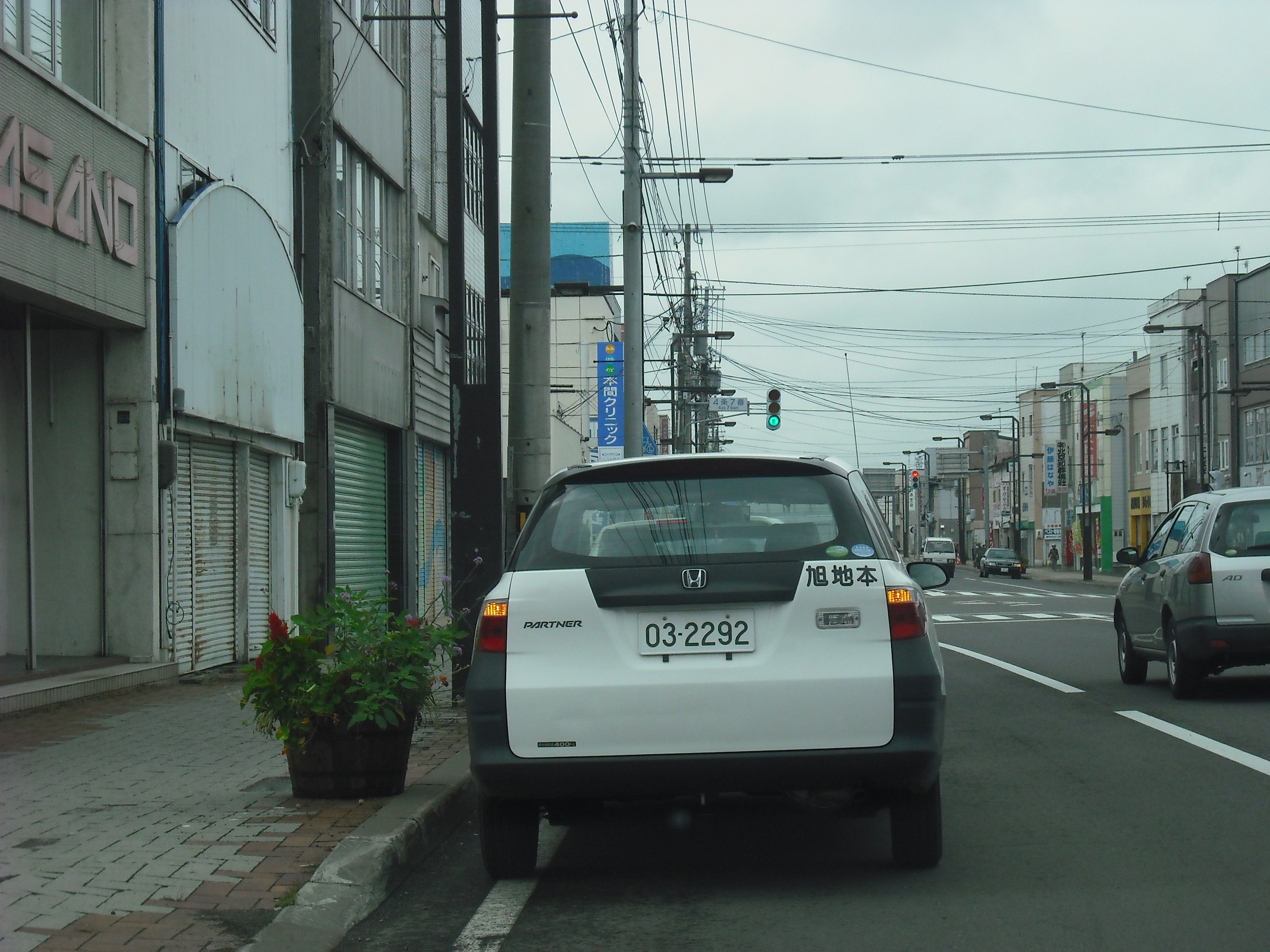
地本で使用される業務車2号（後部、ホンダ・パートナー GJ系）

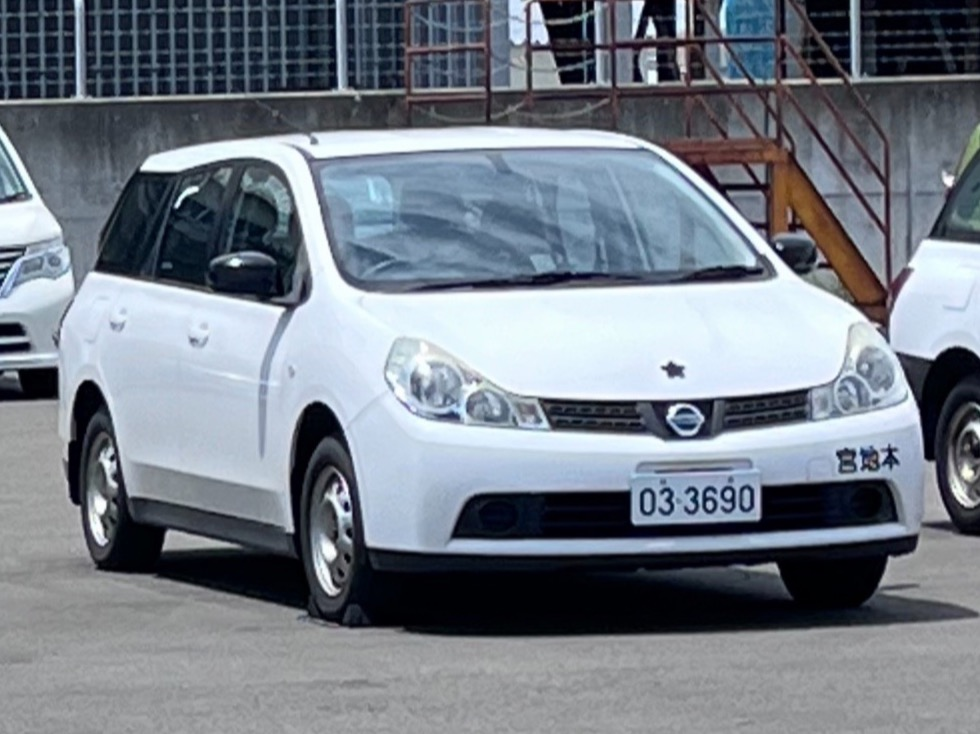
地本で使用される業務車2号（日産・ウイングロード Y12系）

前輪駆動又は後輪駆動のものと総輪駆動のものがあり、それぞれ業務車2号及び業務車2号（4×4）と表記される。主に地方協力本部の広報官が使用する。
車両の形状は似ているものの、業務車1号が市販の一般的なステーションワゴン系統の車種を採用しているのに比べ、業務車2号は俗に言う民間の社用車と呼ばれているような車種やライトバン等の車種を採用している点や車体色（業務車1号はODもしくは黒色。業務車2号は白色）に違いがある。
令和5年度からホンダ・フリード＋が導入されるようになった。業務車2号でスライドドアを装備するコンパクトミニバンの導入は初となる。令和6年度もGT型にモデルチェンジしたホンダ・フリードが導入された。
主なメーカーは日産・ホンダ・トヨタであり種類は多岐にわたる。
- 現在採用されている車種
  - 日産・AD
  - 日産・ウイングロード
  - ホンダ・パートナー
  - ホンダ・シャトル
  - ホンダ・フリード
  - トヨタ・カローラフィールダー
  - トヨタ・プロボックス

スペック等は各メーカー・車種をそのまま採用している為それぞれの項目を参照。

## 参考資料
- 令和元年度調達予定品目（中央調達分）（機械車両室）
- 陸上自衛隊仕様書GV-D110043H業務車2号仕様書（令和6年7月17日変更）
- 矢作真弓『自衛隊装備完全図鑑』コスミック出版、2019年10月25日。ISBN 978-4-7747-8702-2。